# 秋山登
秋山 登（あきやま のぼる、1934年2月3日 - 2000年8月12日）は、岡山県岡山市出身のプロ野球選手（投手）・コーチ・監督、解説者。
現役時代からコーチ・監督時代まで大洋ホエールズ一筋を貫いた。

## 経歴

### プロ入りまで
岡山東高では高校、大学、プロを通じての同期である土井淳とバッテリーを組む。土井とは、18年間組み続ける稀有な仲であった。2年次の1950年、秋季中国大会県予選準決勝に進むが岡山朝日高に惜敗。3年次の1951年には夏の甲子園東中国大会決勝で因縁の岡山朝日高を完封で降し、夏の選手権に出場を果たす。1回戦で高松一高と対戦するが、中西太に本塁打を喫するなど3-12で大敗した。土井以外の高校同期では遊撃手の中田庄治郎（近鉄）がプロ入りしている。

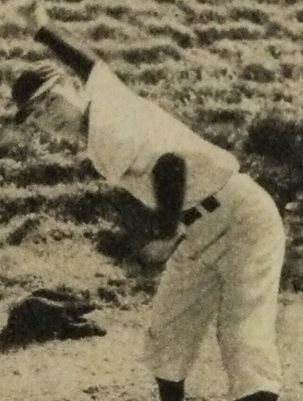
明治大学時代

高校卒業後は1952年に明治大学へ進学し、東京六大学野球リーグでは2年次の1953年秋季リーグの戦後初優勝を含め3度優勝。3年次の1954年全日本大学野球選手権は、決勝でエース西尾慈高を擁する立命大に大勝し初優勝。4年次の1955年全日本大学野球選手権決勝では、日大の島津四郎との投手戦を1-0で制し連覇を飾る。1955年の第2回アジア野球選手権大会日本代表（東京六大学野球リーグ選抜チーム）に選出された。リーグ通算で70試合登板33勝18敗、防御率1.48、334奪三振、ベストナイン1回。1954年春季リーグの東大戦での1試合22奪三振はリーグ記録。当時「黒雲なびく駿河台」と校歌をもじられるまで弱体化していた島岡吉郎監督下の明大に、第一期黄金時代をもたらした。島岡監督からは、毎日1000球の投げ込みを課せられていたが秋山はこれを忠実にこなし、強靭な身体と投球術を身に付けプロ入り後の大きな財産となった。土井以外の大学同期には、一塁手の黒木弘重、遊撃手の岩岡保宏、外野手の沖山光利がおりいずれも大洋入り、秋山と共に「明大五人衆」と呼ばれる。更に二塁手の土屋弘光も後に中日に入団した。

### 現役時代
1956年、土井らと共に大洋へ入団。同年は開幕2試合目から先発として起用され、リーグ最多投球回を記録。25勝25敗、防御率2.39（リーグ11位）を記録し新人王を獲得する。以降はエースとして活躍し、9年連続で2桁勝利を記録した一方、入団から4年連続リーグ最多敗戦投手を記録した。これは1リーグ制から含めてもNPBでは連続リーグ最多敗戦投手の最長記録となっている。入団から9年連続50試合以上登板は当時のプロ野球記録であった。
1957年には24勝27敗ながらリーグ最多の312奪三振を達成。
1960年4月2日の中日との開幕戦（中日）で、中日の牧野茂コーチのノックバットが秋山の額に直撃した。病院に運ばれる前途多難な始まりであったが21勝10敗、防御率1.75で球団史上初のリーグ優勝に貢献する。続く大毎との日本シリーズでは4試合全てにリリーフ登板し、16回と3分の1を投げて1失点（防御率0.53）を記録。10月11日の第1戦（川崎）では鈴木隆、同15日の第4戦（後楽園）では島田源太郎をリリーフして勝利投手となる。チーム日本一の功労者として、日本シリーズ最高殊勲選手は逃したものの、年間MVP、最優秀防御率、ベストナインを獲得した。
1962年には72試合登板、自己最多の26勝を記録。9月25日と同26日の阪神戦（川崎）には、2リーグ分裂後では唯一の2日連続完封をやってのけた。ダブルヘッダーで1日2勝も通算5回やってのけており、現在もプロ野球記録である。
1963年からはコーチを兼任。
1964年は21勝を挙げ、阪神との優勝争いの原動力となった。島田、鈴木、権藤正利、稲川誠らとともに強力投手陣を形成した。
1965年以降は長年の酷使が祟って思うような成績が挙げられなかった。
1967年に現役を引退した。大洋一筋で重ねた勝星が193勝で、秋山はあと7勝で名球会入りに届く状況であった。入団から4年連続最下位、現役12年間でAクラスが3回だけと低迷するチーム事情の中、エースとして先発にリリーフにとフル回転し、年間50試合以上を投げ続けて積み重ねた193勝は、強い球団で200勝を挙げた投手よりも価値が高いと評価されることも多い。1967年には秋山の高校の後輩である平松政次が入団。秋山と入れ替わるように大洋のエースとなった平松も「カミソリシュート」の異名をとって他球団の主砲たちに恐れられたが、もともと「カミソリシュート」の異名は秋山に対して付けられていたものであった。

### 引退後
引退後は大洋で一軍投手コーチ（1968年 - 1973年）、ヘッドコーチ（1974年）、監督（1975年 - 1976年）、二軍監督（1977年）を歴任。退団後はテレビ朝日「ゴールデンナイター」・テレビ神奈川「TVKハイアップナイター→YOKOHAMAベイサイドナイター→YOKOHAMAベイスターズナイター」解説者（1978年 - 2000年）を務める一方、スカウト、OB会長として大洋→横浜を支えた。
監督としてはチーム生え抜き投手として初の就任となり、その後は2021年の三浦大輔まで待たねばならなかった。藤田元司を一軍投手コーチに招聘し、1年目は4月に首位に立つなど健闘。6月に入って広島・中日・阪神・ヤクルトの4強によるマッチレースが始まるとチームはそれを追いかけられず、成績は前年から悪化して51勝69敗10分と、別当薫監督時代最後の年となった1972年以来の4年連続5位に終わった。投手陣はエース・平松や山下律夫、坂井勝二、間柴富裕などがそれなりの成績を残したが、それ以外のリリーフは不調であった。打撃陣では、ベテランの松原誠や江尻亮、ジョン・シピンがこの年も打ちまくり、打撃成績は優勝の広島などと大差はなかった。2年目はさらなる成績上昇を狙うべく、クリート・ボイヤー一軍内野守備コーチの推薦で日本ハムのゲーリー・ジェスタッドを獲得。投手陣も平松・山下・間柴・杉山知隆などが控え、打撃陣でも中塚政幸・松原・長崎慶一などが健在。5年ぶりのAクラス入りが期待されたが、松原・長崎・シピンといった破壊力抜群の打線は打ちまくるもリリーフが打ちこまれるなど、投打のアンバランスが現れて開幕から最下位に転落。5月以降の巻き返しが期待されたものの、投手陣の崩壊はどうしようもなかった。6月29日には遠征先の秋田にて秋田刑務所を慰問し、受刑者約300名と歓談したが、質疑応答にて秋山へ「首位の巨人といい試合をするのに、17.5差の5位とはどういうわけか」、平松へは「カミソリシュートは最近どうなっているのか」など厳しい質問が連発された。7月にオールスターをはさんで7連敗し、1勝した後に更に9連敗。優勝の巨人に32ゲーム、5位のヤクルトにも8ゲーム以上の大差をつけられて10年ぶりの最下位に沈んだ。シーズン中は攻撃・守備の権限をボイヤーが握り、投手に関しては藤田との合議制となっているが実際の投手起用は藤田が決めていた。要するに秋山はお飾りとなり、選手交代を審判に告げに行く伝達係に過ぎなかった。ナゴヤでの中日戦、草薙での阪神戦では試合中にも拘らずベンチを抜け出して煙草を吸っている姿を目撃され、ベンチ裏で一服ではなくビジター用の控室や場内放送室の中で腰を下ろしてくつろいでいた。「今のお前はツキが落ちている。しばらくボイヤーに任せてみろ」との中部謙吉オーナーの鶴の一声で現場の指揮権を剥奪され、終了後の10月25日に辞任し、11月10日には12球団トップを切って東京都内のホテルで納会が行われた。「野球はビリでも宴会はトップ」と揶揄されながら渋々集まった選手たちは静かで、あまりの静かさに「野球選手って案外おとなしいのね」と雇われたコンパニオンも驚くほどであった。豪華な料理にほとんど箸もつけず、談笑する光景もまばらで、毎年恒例ののど自慢大会もプログラムから姿を消した。異様な光景は続き、納会での挨拶は辞任後の処遇さえ決まってない秋山が未定の新監督に代わって演壇に立たされ、「大洋にお世話になった21年間で最低の勝率（.366）で終わってしまい大変申し訳なく思う。これからは違った形で野球を勉強したい」と述べたが、盛大な拍手を送るわけもいかず、大洋ナインや関係者も下を向くばかりであった。中部が「かつてホエールズは（60年に）最下位から優勝した。去年（75年）の広島も、今年の巨人もそうだった。来年はホエールズの番だ」と独り怪気炎を上げたのが余計に痛々しく、秋山は藤田と共にいつの間にか会場を出て、廊下に並べられたソファーに座っていた。中部は野球そのものには疎いものの、試合結果だけは気にしていた。大洋唯一の優勝時のエースで、1967年に引退した秘蔵っ子の秋山を可愛がったが時はV9時代で「今監督にしたら川上にこっぴどくやられる」という考えから、秋山をなかなか監督の座に就かせなかった。川上監督が勇退し、長嶋新監督になった1975年に満を持して投入。親会社の大洋漁業の社長でもあった中部は、多忙で試合を観戦できない時は必ず秋山監督宅に電話を入れていたが、耳に入る報告は敗戦の結果ばかりでしびれをきらした。
納会の2日後の同12日、別当が再び就任することとなったが、フロント入りか解説者転身とみられていた秋山は一軍監督としては成績が良くなかったものの、中部は秋山を評価し1977年に二軍監督に就任させている。近い将来の監督再登板を意識した人事であったが、直後の1977年1月14日に中部が没したため立ち消えとなった。平松は監督の秋山について、風格のある監督だったが選手に人材がなかったことを指摘し「間が悪かったんですよ…選手さえいたら大監督になっていますよ。僕が現役でいるうちにもう一度監督やってほしかった。」と述べている。秋山が監督を務めた間、高校時代からの盟友である土井がコーチとして支えることはなかった。これについては諸説あったものの、秋山の逝去直後に土井が受けた『月刊ベイスターズ』の追悼取材によれば、1975年に秋山が監督に就任した際にも中部から「土井は大洋を辞めた人間だから」という理由で復帰を許してもらえなかったのが真相であったという。この頃のチームについて辻恭彦が「とにかくピッチャーのコントロールが適当で、コンビネーションなんか誰も考えてなかった。技術も意識も両方が足らんチームでした。」と後に振り返っている。1998年10月8日、自身が胴上げ投手となった1960年以来となる横浜の優勝をゲスト解説として招かれた甲子園球場の放送席から見届けたが、その後程なくして体調を崩し、2000年8月12日、呼吸不全のため66歳で死去した。2004年、野球殿堂入りを果たす。

## 選手としての特徴
秋山は、日本プロ野球史上極めて稀な「横手投げ・下手投げの速球投手」の1人であり、直球だけで充分打者を牛耳ることができた。ただし、杉浦忠や大友工とはタイプが違っており、その2人が「手首を立てたサイドスロー」で、速球とカーブ・スライダーを武器にしたのに対し、「手首を寝かせた、完全なアンダースロー」で、速球と「カミソリ」と言われたシュートを武器にした。

## エピソード
- 後に絶対的守護神として全盛期を迎えていた頃の佐々木主浩に対して「お前みたいに勝ちゲームの最終回1イニング限定でいいなら、俺は130試合全部[11]にベンチ入りして全試合投げて抑えてやるよ」と語ったことがあったとされる[要出典]。
- 解説者としては当初非常に口下手で冴えなかったが、ある時点から別人のようにうまくなった。大洋時代からの横浜ファンで芥川賞作家の丸谷才一も、話し方の専門家の指導を受けて猛特訓したのではないかと推測し、「偉いと思う。言葉の本職はみな、かういふ調子で藝を身につけねばらない。さうすることによって日本語の文化に貢献しなければならない。その日本語こそはわれわれの文明の全体に基本なので、殊に規範としての話ことばの確立は、いま一番大切なことなのである」と、壮大な論調で絶賛している[12]。

## 詳細情報

### 年度別投手成績
| 年 度      | 球 団      | 登 板 | 先 発 | 完 投 | 完 封 | 無 四 球 | 勝 利 | 敗 戦 | セ 丨 ブ | ホ 丨 ル ド | 勝 率 | 打 者 | 投 球 回 | 被 安 打 | 被 本 塁 打 | 与 四 球 | 敬 遠 | 与 死 球 | 奪 三 振 | 暴 投 | ボ 丨 ク | 失 点 | 自 責 点 | 防 御 率 | W H I P |
| ---------- | ---------- | ----- | ----- | ----- | ----- | -------- | ----- | ----- | -------- | ----------- | ----- | ----- | -------- | -------- | ----------- | -------- | ----- | -------- | -------- | ----- | -------- | ----- | -------- | -------- | ------- |
| 1956       | 大洋       | 58    | 35    | 26    | 7     | 0        | 25    | 25    | --       | --          | .500  | 1552  | 379.2    | 290      | 24          | 136      | 7     | 19       | 266      | 3     | 1        | 120   | 101      | 2.39     | 1.12    |
| 1957       | 大洋       | 65    | 40    | 27    | 3     | 0        | 24    | 27    | --       | --          | .471  | 1631  | 406.0    | 319      | 21          | 116      | 13    | 9        | 312      | 2     | 1        | 138   | 113      | 2.50     | 1.07    |
| 1958       | 大洋       | 62    | 36    | 20    | 3     | 1        | 17    | 23    | --       | --          | .425  | 1418  | 359.0    | 287      | 30          | 89       | 11    | 5        | 243      | 2     | 0        | 112   | 100      | 2.51     | 1.05    |
| 1959       | 大洋       | 56    | 33    | 17    | 3     | 2        | 14    | 22    | --       | --          | .389  | 1238  | 300.1    | 267      | 26          | 87       | 5     | 8        | 212      | 4     | 0        | 131   | 110      | 3.29     | 1.18    |
| 1960       | 大洋       | 59    | 26    | 8     | 4     | 0        | 21    | 10    | --       | --          | .677  | 1055  | 262.1    | 189      | 11          | 86       | 10    | 12       | 183      | 3     | 0        | 65    | 51       | 1.75     | 1.05    |
| 1961       | 大洋       | 69    | 17    | 6     | 1     | 1        | 20    | 15    | --       | --          | .571  | 1117  | 280.2    | 239      | 16          | 70       | 4     | 7        | 179      | 2     | 1        | 97    | 82       | 2.63     | 1.10    |
| 1962       | 大洋       | 72    | 17    | 8     | 5     | 0        | 26    | 12    | --       | --          | .684  | 1139  | 290.2    | 213      | 16          | 79       | 7     | 7        | 199      | 1     | 0        | 73    | 62       | 1.94     | 1.00    |
| 1963       | 大洋       | 60    | 17    | 8     | 1     | 1        | 13    | 14    | --       | --          | .481  | 876   | 214.2    | 212      | 23          | 52       | 3     | 2        | 99       | 1     | 1        | 88    | 74       | 3.10     | 1.23    |
| 1964       | 大洋       | 63    | 23    | 8     | 2     | 1        | 21    | 10    | --       | --          | .677  | 1053  | 259.2    | 214      | 20          | 68       | 4     | 9        | 126      | 1     | 0        | 96    | 79       | 2.73     | 1.09    |
| 1965       | 大洋       | 39    | 11    | 1     | 0     | 0        | 5     | 5     | --       | --          | .500  | 420   | 103.1    | 98       | 8           | 30       | 3     | 2        | 41       | 1     | 0        | 34    | 31       | 2.71     | 1.24    |
| 1966       | 大洋       | 34    | 22    | 3     | 0     | 0        | 6     | 8     | --       | --          | .429  | 557   | 130.1    | 134      | 18          | 37       | 2     | 3        | 35       | 1     | 0        | 67    | 58       | 4.02     | 1.31    |
| 1967       | 大洋       | 2     | 1     | 0     | 0     | 0        | 1     | 0     | --       | --          | 1.000 | 27    | 6.1      | 6        | 2           | 4        | 0     | 0        | 1        | 0     | 0        | 3     | 3        | 4.50     | 1.58    |
| 通算：12年 | 通算：12年 | 639   | 278   | 132   | 29    | 6        | 193   | 171   | --       | --          | .530  | 12083 | 2993.0   | 2468     | 215         | 854      | 69    | 83       | 1896     | 21    | 4        | 1024  | 864      | 2.60     | 1.11    |

- 各年度の太字はリーグ最高

### 年度別監督成績
| 年度      | 球団      | 順位      | 試合 | 勝利 | 敗戦 | 引分 | 勝率 | ゲーム差   | チーム 本塁打 | チーム 打率 | チーム 防御率 | 年齢       |
| --------- | --------- | --------- | ---- | ---- | ---- | ---- | ---- | ---------- | ------------- | ----------- | ------------- | ---------- |
| 1975年    | 大洋      | 5位       | 130  | 51   | 69   | 10   | .425 | 21.5       | 137           | .249        | 3.93          | 41歳       |
| 1976年    | 大洋      | 6位       | 130  | 45   | 78   | 7    | .366 | 32.0       | 172           | .256        | 4.45          | 42歳       |
| 通算：2年 | 通算：2年 | 通算：2年 | 260  | 96   | 147  | 17   | .395 | Bクラス2回 | Bクラス2回    | Bクラス2回  | Bクラス2回    | Bクラス2回 |

### タイトル
- 最優秀防御率：1回 （1960年）
- 最多奪三振（当時連盟表彰なし）：1回 （1957年） ※セントラル・リーグでは、1991年より表彰
- 最高勝率：1回 （1960年）

### 表彰
- 最高殊勲選手（MVP）：1回 （1960年）
- 新人王 （1956年）
- ベストナイン：1回 （1960年）
- 日本シリーズ最優秀投手賞：1回 （1960年）
- 野球殿堂特別表彰（2004年）

### 記録
初記録
- 初登板・初先発登板：1956年3月21日、対中日ドラゴンズ2回戦（中日球場）
- 初勝利：1956年3月28日、対読売ジャイアンツ2回戦（川崎球場）

節目の記録
- 100勝：1960年9月21日、対中日ドラゴンズ23回戦（川崎球場）
- 150勝：1963年5月25日、対阪神タイガース2回戦（阪神甲子園球場）

その他の記録
- 1日2勝：5回 ※日本プロ野球記録
  - 1957年9月11日、対広島カープ21・22回戦（長野岩村田球場）
  - 1960年6月29日、対読売ジャイアンツ11・12回戦（下関球場）
  - 1961年7月12日、対国鉄スワローズ16・17回戦（川崎球場）
  - 1962年5月20日、対広島カープ6・7回戦（川崎球場）
  - 1963年9月15日、対広島カープ18・19回戦（広島市民球場）
- 2日連続完封勝利 （1962年9月25・26日、対阪神タイガース25・26回戦（川崎球場））
- 連続リーグ最多敗戦 （4年連続）1956年 - 1959年　※日本プロ野球において他に達成例なし
- シーズン27敗 （1957年） ※セ・リーグ記録
- シーズン312奪三振（1957年）　※球団記録、セ・リーグ右投手記録[13]
- 新人選手連続打席無安打：50 （1956年） ※2リーグ制後プロ野球投手記録、2021年に佐藤輝明に更新されるまでは2リーグ制後プロ野球記録
- オールスターゲーム出場：9回 （1956年 - 1964年）

### 背番号
- 17 （1956年 - 1969年）
- 71 （1970年 - 1977年）